# Timpuri noi (film)
Timpuri noi (titlu original Modern Times) este un film mut de comedie din 1936, regizat și produs de Charlie Chaplin. Scenariul este scris de Charlie Chaplin și Paulette Goddard. În film interpretează Charlie Chaplin, Paulette Goddard, Henry Bergman, Stanley Sandford și Chester Conklin.

## Povestea
Filmul începe cu Chaplin angajat ca muncitor la o linie de asamblare. După ce a fost supus la mai multe nedreptăți, cum ar fi hrănirea forțată de către o mașină „modernă” și munca la o linie de asamblare care crește viteza de lucru forțându-l pe Chaplin să strângă șuruburi pe bucăți de mașini din ce în ce mai repede, el suferă o cădere nervoasă care-l face să arunce fabrica în haos. Din această cauză, Chaplin este trimis la un spital și concediat.
După ce este tratat și externat, proaspătul șomer Chaplin este arestat ca instigator la o manifestație comunistă, deoarece a fost prins fluturând un steag roșu (deși Chaplin observase steagul căzând dintr-o remorcă cu marfă și fugea după șofer cu steagul în mână ca să-l atenționeze). În închisoare, el mănâncă accidental cocaină, deoarece un pușcăriaș, ca să scape de un control al gardienilor, o strecurase în solniță. În timp ce se află într-o stare de euforie și delir nimerește într-o încercare de evadare și-i bate pe condamnați. Ajunge erou și este eliberat.

## Distribuția
- Charlie Chaplin : Charlot, un lucrător
- Paulette Goddard : fata
- Henry Bergman : proprietar de restaurant
- Tiny Sandford : Big Bill/un lucrător
- Chester Conklin : mecanic
- Hank Mann : proprietarul de cabaret
- Stanley Blystone : tatăl fetei
- Al Ernest Garcia : Președintele Electro Steel Corp
- Richard Alexander : un prizonier
- Cecil Reynolds : preot
- Mira McKinney : soția preotului
- Murdock MacQuarrie : un prizonier
- John Rand : un prizonier
- Wilfred Lucas : ofițerul pentru tineret
- Edward LeSaint : șeriful
- Sammy Stein : maistru
- Juana Sutton : femeia care are butoane pe rochia ei
- Ted Oliver : asistenta lui Billows
- Gloria DeHaven : o fată (necreditat)

## Producția
Chaplin a început pregătirile pentru realizarea acestui film în 1934, ca pentru primul său film cu sonor și a început scrierea unui scenariu cu dialoguri, făcând încercări pentru unele scene cu sunet. Cu toate acestea, el a abandonat curând aceste încercări și a revenit la un format mut cu efecte de sunet sincronizat. Experimentele cu dialoguri au confirmat convingerile sale de lungă durată că farmecul universal al Vagabondului ar fi avut de suferit dacă personajul său ar fi vorbit vreodată pe ecran. Cea mai mare parte a filmului este filmată la o „viteză mută” de 18 cadre pe secundă, care, atunci când este redată la așa-zisa „viteză a sunetului” de 24 de cadre pe secundă, face ca acțiunea să apară și mai frenetică. Versiunile moderne disponibile ale filmului au corectat acest lucru. Durata de filmare a fost lungă, din 11 octombrie 1934 până în 30 august 1935.